# Telureto de dimetilo
Telureto de dimetilo é um composto organotelureto, com fórmula (CH3)2Te, também conhecido pela abreviação DMTe.
Este material foi o primeiro usado para o crescimento epitaxial de telureto de cádmio e telireto de mercúrio e cádmio usando epitaxia de fase vapor metalorgânica.
Telureto de dimetilo como um produto de metabolismo microbiano foi primeiramente descoberto em 1939.
Telureto de dimetilo é produzido por alguns fungos e bactérias (Penicillium brevicaule, P. chrysogenum e P. notatum e a bactéria Pseudomonas fluorescens).
A toxicidade do DMTe não é clara. É produzido pelo corpo quando telúrio ou um dos seus compostos são ingeridos. É notável pela seu cheiro similar a alho (lembra alho apodrecendo na ausência de ar). Telúrio é conhecido por ser tóxico.